# Marjorie Best
Marjorie Best (Jacksonville, Estats Units 1903 - Los Angeles 1997) fou una dissenyadora de roba estatunidenca de pel·lícules, guanyadora d'un premi Oscar.

## Vida personal
Va néixer el 10 d'abril de 1903 a la ciutat de Jacksonville, població situada a l'estat nord-americà d'Illinois.
Va morir el 14 de juny de 1997 a la ciutat de Los Angeles, població situada a l'estat de Califòrnia, a l'edat de 94 anys, a conseqüència d'una aturada cardíaca.

## Carrera artística
Va estudiar al Chouinard Art Institute de Los Angeles, i el 1926 entrà a treballar a la companyia United Costumers, que 1936 fou absorbida per la productora Warner Bros. El 1948 realitzà el seu primer film com a dissenyadora de vestuari Silver River de Raoul Walsh, i el 1949 guanyà un Oscar pel vestuari d'Errol Flynn a la pel·lícula Adventures of Don Juan de Vincent Sherman. Posteriorment aconseguí tres nominacions més. Es retirà l'any 1965.

## Premis

### Premi Oscar
| 1949 | Millor vestuari color | Adventures of Don Juan (juntament amb Leah Rhodes i William Travilla) | Guanyador |
| 1956 | Millor vestuari color | Gegant (juntament amb Moss Mabry)                                     | Nominat   |
| 1960 | Millor vestuari color | Sunrise at Campobello                                                 | Nominat   |
| 1965 | Millor vestuari color | The Greatest Story Ever Told (juntament amb Vittorio Nino Novarese)   | Nominat   |